# 酸度関数
酸度関数（さんどかんすう、英: acidity function）は、溶液などの媒体の酸塩基性の強さを定量的に表す数値のひとつ。「溶液が、水素イオンを与える能力、または水素イオンを受け取る能力を示す関数」であり、溶液の組成に固有の数値として求められる。
高濃度溶液、混合溶媒系、超酸など、水素イオン指数 (pH) が適用できない場合に用いられる。酸度関数には幾つかの種類があるが、酸についてはルイス・ハメットによって提唱されたハメットの酸度関数 H0 を、塩基についてはほぼ同じ形式の関数 H_ を用いる場合が多い。

## 概要
一般的な水溶液の酸性・塩基性の尺度としては水素イオン指数 (pH) が広く利用されている。ところが、pH は溶液中のオキソニウムイオン (H3O+) の濃度（正確には活量）に基づいた値であるため、水が十分にある系であり、酸のプロトン供与性（あるいは塩基のプロトン受容性）の程度を正確に反映した値とはならない。さらにイオン間の相互作用が充分に小さく、酸誤差およびアルカリ誤差が少ない希薄水溶液でなければ、pHの正確な測定はできない。したがって、著しく濃度の高い溶液、あるいは有機溶媒が含まれる溶液などでは、pH を基準とした酸塩基性の評価はできない。
また、超酸と呼ばれる非常に電離度が高い酸は、水平化効果のため、希薄水溶液中では物質ごとの酸の強さを比較することができない。
酸度関数は、溶液の組成によらず、そのプロトン供与性またはプロトン受容性を示すために考案された数値であり、 また pH が 1 以下、あるいは 13 以上となる水溶液でも、酸塩基性を定量的に比較することができる。反対に、pH が 1 から 13 の水溶液では、酸度関数は水素イオン指数とほぼ一致するため、用いられることはまずない。

## ハメットの酸度関数
ある酸 HA に、指示薬として微量の弱塩基 B を加えた溶液系を考える。溶液中で、塩基 B の一部はプロトン化されて BH+ となる。
{\displaystyle {\ce {{HA}+B\ <=>\ {A^{-}}+BH^{+}}}}
このとき、酸 HA のハメットの酸度関数 H0 は、プロトンの活量 a　および塩基 B の活量係数 γ を用いて、次式で定義される。
{\displaystyle H_{0}=-\log \left(a_{\rm {{H}^{+}}}{\frac {\gamma _{\rm {B}}}{\gamma _{\rm {{BH}^{+}}}}}\right)}
活量係数 γ は、活量 a を濃度 c で除した数であるから、上の式は次のように書き改められる。
{\displaystyle H_{0}=-\log \left(a_{\rm {{H}^{+}}}{\frac {a_{\rm {B}}/c_{\rm {B}}}{a_{\rm {{BH}^{+}}}/c_{\rm {{BH}^{+}}}}}\right)=-\log \left({\frac {a_{\rm {{H}^{+}}}a_{\rm {B}}}{a_{\rm {{BH}^{+}}}}}\right)+\log \left({\frac {c_{\rm {B}}}{c_{\rm {{BH}^{+}}}}}\right)}
この右辺第1項は BH+ の酸解離定数 (pKa) である。すなわち、塩基 B の pKa が既知であれば、溶液中の B と BH+ の比率から、ハメットの酸度関数 H0 が求められる。
実験的には、酸度関数を求めたい溶液に、ニトロアニリンやニトロベンゼンの誘導体を塩基として少量加え、溶液中での B/BH+ 濃度比をNMRスペクトルの積分値や吸光光度法によって求めることで算出する。
ハメットの酸度関数は、対象となる溶液の種類と組成、濃度に固有の数値であり、温度によって変化する。測定に使用する塩基の種類にはあまり影響されない。 H0 の値は強い酸性であるほど負に大きな数値となる。例として、25℃での 5% 硫酸の H0 は -0.02、100% 硫酸は -12、フルオロスルホン酸は -15、マジック酸（フルオロスルホン酸に 90mol% の五フッ化アンチモンを溶解したもの）は -26.5 である。

## 塩基の酸度関数
塩基性の尺度には、ハメットの酸度関数を塩基に置換した形式の酸度関数 H_ が使用される。塩基度関数という語は普通使用されない。
ある塩基 B に、指示薬として微量の弱酸 HA を加えた溶液系において、塩基 B の酸度関数 H_ は次式で定義される。
{\displaystyle H_{-}=-\log \left(a_{\rm {{H}^{+}}}{\frac {\gamma _{\rm {{A}^{-}}}}{\gamma _{\rm {HA}}}}\right)}
ハメットの酸度関数と同様に、活量係数を活量と濃度に置換することで、次式が得られる。
{\displaystyle H_{-}={\rm {p}}K_{\rm {a}}+\log \left({{c_{\rm {A^{-}}}} \over {c_{\rm {HA}}}}\right)}
塩基の酸度関数は、酸としてフルオレンやジフェニルアミンの誘導体を用いることで、ハメットの酸度関数と同様の実験的手法で求められる。H_ は強い塩基性であるほど正に大きな数値となる。